# Строкова, Екатерина Николаевна
Екатери́на Никола́евна Стро́кова (род. 17 декабря 1989, Липецк, СССР) — российская легкоатлетка, специализирующаяся в метании диска. Четырёхкратная чемпионка страны, победительница Кубков Европы по зимним метаниям в составе сборной России. Мастер спорта России международного класса.

## Биография
Воспитанница СДЮСШОР №5 города Липецка. Начала заниматься лёгкой атлетикой с третьего класса школы. В детстве участвовала в соревнованиях по бегу и прыжкам в длину. С 15 лет перешла в метания, при этом какое-то время пыталась совмещать метание копья и диска, но вскоре остановилась только на последнем. В спортсменку уровня сборной России выросла под руководством первого тренера Валерия Тимофеевича Хоровцева.
Становилась победительницей юношеских и молодёжных первенств России. В 2008 году выступала на чемпионате мира среди юниоров, но не смогла пройти барьер квалификации (в лучшей попытке метнула диск на 48,13 м и осталась на 16-м месте). В 2009 году участвовала во Всемирной Универсиаде в Белграде, где заняла 6-е место с личным рекордом 56,65 м.
В 20 лет впервые стала призёром чемпионата России, выиграв серебряную медаль в 2010 году. Тогда же вместе со сборной России стала серебряным призёром Кубка Европы по зимним метаниям, хотя в индивидуальном зачёте была 13-й. Спустя год Екатерина выиграла соревнования среди молодёжи на этом же турнире с броском на 55,56 м. В последующие годы она стала двукратной победительницей Кубка в составе сборной России (2012, 2013).
В мае 2012 года на командном чемпионате России выполнила норматив мастера спорта международного класса (63,52 м). Однако на летнем первенстве страны через 1,5 месяца ей не удалось показать похожий результат — лишь 6-е место, не позволившее попасть в команду на Олимпийские игры.
В 2013 году впервые стала чемпионкой страны, выиграв как зимний, так и летний чемпионаты страны и заслужив таким образом право представлять страну на домашнем чемпионате мира. На нём Екатерина заняла 16-е место в квалификации (57,85 м) и не пробилась в финал.
В сезоне 2014 года Екатерина считалась лидером сборной России в женском метании диска. Ей удалось оправдать этот статус, заняв третье место на командном чемпионате Европы с хорошим результатом 63,97 м. На августовском чемпионате Европы она вышла в финал, где заняла 9-е место.
В настоящее время тренируется в Нижнем Новгороде под руководством Михаила Владимировича Садова.

## Образование
Выпускница Факультета физической культуры и спорта Липецкого государственного педагогического университета.

## Основные результаты
| Год  | Турнир                                         | Место проведения     | Место        | Результат |
| ---- | ---------------------------------------------- | -------------------- | ------------ | --------- |
| 2007 | Чемпионат России                               | Тула, Россия         | 7-е          | 46,17 м   |
| 2008 | Чемпионат мира среди юниоров                   | Быдгощ, Польша       | 16-е (квал.) | 48,13 м   |
| 2009 | Универсиада                                    | Белград, Сербия      | 6-е          | 56,65 м   |
| 2010 | Кубок Европы по зимним метаниям                | Арль, Франция        | 13-е         | 53,48 м   |
| 2010 | Чемпионат России                               | Саранск, Россия      | 2-е          | 56,82 м   |
| 2011 | Кубок Европы по зимним метаниям среди молодёжи | София, Болгария      | 1-е          | 55,56 м   |
| 2011 | Чемпионат Европы среди молодёжи                | Острава, Чехия       | 10-е         | 48,16 м   |
| 2011 | Чемпионат России                               | Чебоксары, Россия    | 10-е         | 48,72 м   |
| 2012 | Зимний чемпионат России по метаниям            | Адлер, Россия        | 2-е          | 58,23 м   |
| 2012 | Кубок Европы по зимним метаниям                | Бар, Черногория      | 7-е          | 59,65 м   |
| 2012 | Командный чемпионат России                     | Сочи, Россия         | 1-е          | 63,52 м   |
| 2012 | Чемпионат России                               | Чебоксары, Россия    | 6-е          | 58,36 м   |
| 2013 | Зимний чемпионат России по метаниям            | Адлер, Россия        | 1-е          | 61,09 м   |
| 2013 | Кубок Европы по зимним метаниям                | Кастельон, Испания   | 4-е          | 59,68 м   |
| 2013 | Чемпионат России                               | Москва, Россия       | 1-е          | 61,34 м   |
| 2013 | Чемпионат мира                                 | Москва, Россия       | 16-е (квал.) | 57,85 м   |
| 2014 | Зимний чемпионат России по метаниям            | Краснодар, Россия    | 1-е          | 60,28 м   |
| 2014 | Командный чемпионат России                     | Адлер, Россия        | 1-е          | 64,90 м   |
| 2014 | Командный чемпионат Европы                     | Брауншвейг, Германия | 3-е          | 63,97 м   |
| 2014 | Чемпионат Европы                               | Цюрих, Швейцария     | 9-е          | 59,13 м   |
| 2015 | Зимний чемпионат России по метаниям            | Адлер, Россия        | 1-е          | 62,97 м   |
| 2015 | Чемпионат России                               | Чебоксары, Россия    | 3-е          | 59,24 м   |
| 2016 | Зимний чемпионат России по метаниям            | Адлер, Россия        | 3-е          | 60,71 м   |
| 2016 | Чемпионат России                               | Чебоксары, Россия    | 1-е          | 61,83 м   |
| 2017 | Зимний чемпионат России по метаниям            | Адлер, Россия        | 5-е          | 52,90 м   |
| 2018 | Чемпионат России                               | Казань, Россия       | 2-е          | 58,50 м   |